# Sishayi Nxumalo
Sishayi Simon Nxumalo (ur. 1936, zm. 26 lutego 2000) – suazyjski polityk, tymczasowy premier Suazi między 8 maja a 26 lipca 1996.
W 1962 był założycielem Partii Demokratycznej, której przewodził do 1964, kiedy to przegrał w wyborach. Przeszedł następnie do monarchistycznego Ruchu Narodowego Imbokodvo i rozpoczął pełnienie stanowisk w rządzie. W 1983 został ministrem finansów, jednak 8 czerwca 1984 stracił stanowisko wskutek oskarżeń o korupcję i planowanie zamachu stanu. Trafił do więzienia, jednak wyszedł z niego dzięki amnestii 31 grudnia 1985. Pełnił następnie funkcję wicepremiera. Po tym jak w kraju wybuchły liczne strajki, król Mswati III odwołał dotychczasowego premiera Jameson Mbilini Dlaminiego, a Nxumalo tymczasowo przejął jego obowiązki na 3 miesiące, opowiadając się przeciwko strajkom i istnieniu partii politycznych. W 1998 został szefem instytucji nadzorującej rynek inwestycyjny. Zmarł w wypadku samochodowym w roku 2000.